# Copa do Mundo FIFA de 2022 – Grupo E
O Grupo E da Copa do Mundo FIFA 2022 acontecerá de 23 de novembro a 1º de dezembro de 2022. O grupo é formado pela Espanha, os vencedores da CONCACAF-OFC, Alemanha e Japão. As duas melhores equipes avançam para as oitavas de final.

## Equipes
| Inscrição            | Equipe     | Confederação | Método de qualificação         | Data de qualificação   | Aparições em Copas | Última participação | Melhor resultado                    | Ranking da FIFA |
| Inscrição            | Equipe     | Confederação | Método de qualificação         | Data de qualificação   | Aparições em Copas | Última participação | Melhor resultado                    | março de 2022   |
| -------------------- | ---------- | ------------ | ------------------------------ | ---------------------- | ------------------ | ------------------- | ----------------------------------- | --------------- |
| E1 (cabeça-de-chave) | Espanha    | UEFA         | Vencedor do grupo B            | 14 de novembro de 2021 | 16                 | 2018                | Campeão (2010)                      | 7°              |
| E2                   | Costa Rica | CONCACAF     | Venc. da rep. intercontinental | 14 de junho de 2022    | 6                  | 2018                | Quartas de final (2014)             | 31°             |
| E3                   | Alemanha   | UEFA         | Vencedor do grupo J            | 11 de outubro de 2021  | 20                 | 2018                | Campeão (1954, 1974, 1990 e 2014)   | 12º             |
| E4                   | Japão      | AFC          | 2º colocado do grupo B         | 24 de março de 2022    | 7                  | 2018                | Oitavas de final (2002, 2010, 2018) | 28º             |

## Encontros anteriores em Copas do Mundo
- Espanha x Costa Rica: Nenhum encontro
- Alemanha x Japão: Nenhum encontro
- Espanha x Alemanha:
  - 1966, fase de grupos: Alemanha 2-1 Espanha
  - 1982, fase de grupos: Alemanha 2-1 Espanha
  - 1994, fase de grupos: Alemanha 1-1 Espanha
  - 2010, semifinal: Alemanha 0-1 Espanha
- Japão x Costa Rica: Nenhum encontro
- Japão x Espanha: Nenhum encontro
- Costa Rica x Alemanha:
  - 2006, fase de grupos: Alemanha 4-2 Costa Rica

## Classificação
| Pos | Equipe     | Pts | J | V | E | D | GP | GC | SG | Classificado      |
| --- | ---------- | --- | - | - | - | - | -- | -- | -- | ----------------- |
| 1   | Japão      | 6   | 3 | 2 | 0 | 1 | 4  | 3  | +1 | Fase eliminatória |
| 2   | Espanha    | 4   | 3 | 1 | 1 | 1 | 9  | 3  | +6 | Fase eliminatória |
| 3   | Alemanha   | 4   | 3 | 1 | 1 | 1 | 6  | 5  | +1 | Eliminado         |
| 4   | Costa Rica | 3   | 3 | 1 | 0 | 2 | 3  | 11 | −8 | Eliminado         |

## Partidas
Todas as partidas seguem o fuso horário UTC+3.

### Alemanha x Japão
| 23 de novembro | Alemanha           | 1 – 2     | Japão                | Estádio Internacional Khalifa, Al Rayyan |
| 16:00          | Gündoğan 33' (pen) | Relatório | Doan 75' · Asano 83' | Público: 42 608 Árbitro: SLV Iván Barton |

| Alemanha | Japão |

| GK                | 1  | Manuel Neuer          |
| RB                | 15 | Niklas Süle           |
| CB                | 2  | Antonio Rüdiger       |
| CB                | 23 | Nico Schlotterbeck    |
| LB                | 3  | David Raum            |
| CM                | 6  | Joshua Kimmich        |
| CM                | 21 | İlkay Gündoğan 67'    |
| RW                | 10 | Serge Gnabry 90'      |
| AM                | 13 | Thomas Müller 67'     |
| LW                | 14 | Jamal Musiala 79'     |
| CF                | 7  | Kai Havertz 79'       |
| Substituições:    |    |                       |
| MF                | 18 | Jonas Hofmann 67'     |
| MF                | 8  | Leon Goretzka 67'     |
| MF                | 11 | Mario Götze 79'       |
| FW                | 9  | Niclas Füllkrug 79'   |
| FW                | 26 | Youssoufa Moukoko 90' |
| Treinador:        |    |                       |
| Hans-Dieter Flick |    |                       |

| GK              | 12 | Shūichi Gonda         |
| RB              | 19 | Hiroki Sakai 74'      |
| CB              | 4  | Ko Itakura            |
| CB              | 22 | Maya Yoshida          |
| LB              | 5  | Yuto Nagatomo 57'     |
| CM              | 6  | Wataru Endo           |
| CM              | 14 | Junya Ito             |
| RW              | 15 | Daichi Kamada         |
| AM              | 17 | Ao Tanaka 71'         |
| LW              | 11 | Takefusa Kubo 46'     |
| CF              | 25 | Daizen Maeda 57'      |
| Substituições:  |    |                       |
| DF              | 16 | Takehiro Tomiyasu 46' |
| MF              | 9  | Kaoru Mitoma 57'      |
| FW              | 18 | Takuma Asano 57'      |
| MF              | 8  | Ritsu Doan 71'        |
| MF              | 10 | Takumi Minamino 74'   |
| Treinador:      |    |                       |
| Hajime Moriyasu |    |                       |

| Homem do Jogo: Shūichi Gonda Bandeirinhas: David Morán Zachari Zeegelaar Quarto árbitro: Saíd Martínez Quinto árbitro: Helpys Raymundo Feliz Árbitro assistente de vídeo: Mauro Vigliano Árbitros assistentes de árbitro de vídeo: Armando Villarreal Kathryn Nesbitt Fernando Guerrero Mahmoud Abouelregal |

### Espanha x Costa Rica
| 23 de novembro | Espanha                                                                                 | 7 – 0     | Costa Rica | Estádio Al Thumama, Doha                               |
| 19:00          | Olmo 11' · Asensio 21' · F. Torres 31' (pen), 54' · Gavi 74' · Soler 90' · Morata 90+2' | Relatório |            | Público: 40 013 Árbitro: UAE Mohammed Abdulla Mohammed |

| Espanha | Costa Rica |

| GK             | 23 | Unai Simón          |
| RB             | 2  | César Azpilicueta   |
| CB             | 16 | Rodri               |
| CB             | 24 | Aymeric Laporte     |
| LB             | 18 | Jordi Alba 64'      |
| CM             | 9  | Gavi                |
| CM             | 5  | Sergio Busquets 64' |
| CM             | 26 | Pedri 57'           |
| RF             | 11 | Ferran Torres 57'   |
| CF             | 10 | Marco Asensio 69'   |
| LF             | 21 | Dani Olmo           |
| Substituições: |    |                     |
| FW             | 7  | Álvaro Morata 57'   |
| MF             | 19 | Carlos Soler 57'    |
| DF             | 14 | Alejandro Balde 64' |
| MF             | 8  | Koke 64'            |
| FW             | 12 | Nico Williams 69'   |
| Treinador:     |    |                     |
| Luis Enrique   |    |                     |

| GK                   | 1  | Keylor Navas          |
| CB                   | 4  | Keysher Fuller        |
| CB                   | 6  | Óscar Duarte          |
| CB                   | 15 | Francisco Calvo 68'   |
| RWB                  | 16 | Carlos Martínez 46'   |
| LWB                  | 8  | Bryan Oviedo 82'      |
| RM                   | 12 | Joel Campbell 90+7'   |
| CM                   | 5  | Celso Borges 72'      |
| CM                   | 17 | Yeltsin Tejeda        |
| LM                   | 9  | Jewison Bennette 61'  |
| CF                   | 7  | Anthony Contreras 61' |
| Substituições:       |    |                       |
| DF                   | 19 | Kendall Waston 46'    |
| MF                   | 26 | Álvaro Zamora 61'     |
| MF                   | 10 | Bryan Ruiz 61'        |
| MF                   | 20 | Brandon Aguilera 72'  |
| DF                   | 22 | Rónald Matarrita 82'  |
| Treinador:           |    |                       |
| Luis Fernando Suárez |    |                       |

| Homem do Jogo: Gavi Bandeirinhas: Mohamed Al-Hammadi Hasan Al-Mahri Quarto árbitro: Ma Ning Quinto árbitro: Shi Xiang Árbitro assistente de vídeo: Abdulla Al-Marri Árbitros assistentes de árbitro de vídeo: Muhammad Taqi Bruno Pires Tomasz Kwiatkowski Taleb Al-Marri |

### Japão x Costa Rica
| 27 de novembro | Japão | 0 – 1     | Costa Rica | Estádio Ahmed bin Ali, Al Rayyan            |
| 13:00          |       | Relatório | Fuller 81' | Público: 41 479 Árbitro: ENG Michael Oliver |

| Japão | Costa Rica |

| GK              | 12 | Shūichi Gonda       |
| RB              | 2  | Miki Yamane 44' 62' |
| CB              | 4  | Ko Itakura 84'      |
| CB              | 22 | Maya Yoshida        |
| LB              | 5  | Yuto Nagatomo 46'   |
| CM              | 6  | Wataru Endo 90+3'   |
| CM              | 13 | Hidemasa Morita     |
| RW              | 8  | Ritsu Doan 67'      |
| AM              | 15 | Daichi Kamada       |
| LW              | 24 | Yuki Soma 82'       |
| CF              | 21 | Ayase Ueda 46'      |
| Substituições:  |    |                     |
| DF              | 26 | Hiroki Ito 46'      |
| FW              | 18 | Takuma Asano 46'    |
| MF              | 9  | Kaoru Mitoma 62'    |
| MF              | 14 | Junya Ito 67'       |
| MF              | 10 | Takumi Minamino 82' |
| Treinador:      |    |                     |
| Hajime Moriyasu |    |                     |

| GK                   | 1  | Keylor Navas              |
| RB                   | 19 | Kendall Waston            |
| CB                   | 6  | Óscar Duarte              |
| CB                   | 15 | Francisco Calvo 70'       |
| LB                   | 8  | Bryan Oviedo              |
| RM                   | 4  | Keysher Fuller            |
| CM                   | 5  | Celso Borges 61' 89'      |
| CM                   | 17 | Yeltsin Tejeda            |
| LM                   | 13 | Gerson Torres 65'         |
| CF                   | 12 | Joel Campbell 90+5'       |
| CF                   | 7  | Anthony Contreras 41' 65' |
| Substituições:       |    |                           |
| MF                   | 20 | Brandon Aguilera 65'      |
| MF                   | 9  | Jewison Bennette 65'      |
| MF                   | 14 | Youstin Salas 89'         |
| MF                   | 2  | Daniel Chacón 90+5'       |
| Treinador:           |    |                           |
| Luis Fernando Suárez |    |                           |

| Homem do Jogo: Keysher Fuller Bandeirinhas: Stuart Burt Simon Bennett Quarto árbitro: Maguette Ndiaye Quinto árbitro: El Hadj Malick Samba Árbitro assistente de vídeo: Jérôme Brisard Árbitros assistentes de árbitro de vídeo: Benoît Millot Cyril Gringore Adil Zourak Nicolas Danos |

### Espanha x Alemanha
| 27 de novembro | Espanha    | 1 – 1     | Alemanha     | Estádio Al Bayt, Al Khor                    |
| 22:00          | Morata 62' | Relatório | Füllkrug 83' | Público: 68 895 Árbitro: NED Danny Makkelie |

| Espanha | Alemanha |

| GK             | 23 | Unai Simón          |  |     |
| RB             | 20 | Dani Carvajal       |  |     |
| CB             | 16 | Rodri               |  |     |
| CB             | 24 | Aymeric Laporte     |  |     |
| LB             | 18 | Jordi Alba          |  | 82' |
| DM             | 5  | Sergio Busquets 44' |  |     |
| CM             | 9  | Gavi                |  | 66' |
| CM             | 26 | Pedri               |  |     |
| RF             | 11 | Ferran Torres       |  | 54' |
| CF             | 10 | Marco Asensio       |  | 66' |
| LF             | 21 | Dani Olmo           |  |     |
| Substituições: |    |                     |  |     |
| FW             | 7  | Álvaro Morata       |  | 54' |
| MF             | 8  | Koke                |  | 66' |
| FW             | 12 | Nico Williams       |  | 66' |
| DF             | 14 | Alejandro Balde     |  | 82' |
| Treinador:     |    |                     |  |     |
| Luis Enrique   |    |                     |  |     |

| GK             | 1  | Manuel Neuer       |     |     |
| RB             | 5  | Thilo Kehrer       | 37' | 70' |
| CB             | 15 | Niklas Süle        |     |     |
| CB             | 2  | Antonio Rüdiger    |     |     |
| LB             | 3  | David Raum         |     | 87' |
| CM             | 6  | Joshua Kimmich     | 60' |     |
| CM             | 8  | Leon Goretzka      | 58' |     |
| RW             | 10 | Serge Gnabry       |     | 85' |
| AM             | 21 | İlkay Gündoğan     |     | 70' |
| LW             | 14 | Jamal Musiala      |     |     |
| CF             | 13 | Thomas Müller      |     | 70' |
| Substituições: |    |                    |     |     |
| FW             | 9  | Niclas Füllkrug    |     | 70' |
| DF             | 16 | Lukas Klostermann  |     | 70' |
| MF             | 19 | Leroy Sané         |     | 70' |
| MF             | 18 | Jonas Hofmann      |     | 85' |
| DF             | 23 | Nico Schlotterbeck |     | 87' |
| Treinador:     |    |                    |     |     |
| Hansi Flick    |    |                    |     |     |

| Homem do Jogo: Álvaro Morata Bandeirinhas: Hessel Steegstra Jan de Vries Quarto árbitro: István Kovács Quinto árbitro: Vasile Marinescu Árbitro assistente de vídeo: Pol van Boekel Árbitros assistentes de árbitro de vídeo: Massimiliano Irrati Taleb Al-Marri Paolo Valeri Ovidiu Artene |

### Japão x Espanha
| 1 de dezembro | Japão                 | 2 – 1     | Espanha    | Estádio Internacional Khalifa, Al Rayyan  |
| 22:00         | Doan 48' · Tanaka 51' | Relatório | Morata 11' | Público: 44 851 Árbitro: RSA Victor Gomes |

| Japão | Espanha |

| GK              | 12 | Shūichi Gonda         |
| CB              | 4  | Ko Itakura 39'        |
| CB              | 22 | Maya Yoshida 45'      |
| CB              | 3  | Shogo Taniguchi 44'   |
| RM              | 14 | Junya Ito             |
| CM              | 13 | Hidemasa Morita       |
| CM              | 17 | Ao Tanaka 87'         |
| LM              | 5  | Yuto Nagatomo 46'     |
| RF              | 15 | Daichi Kamada 68'     |
| CF              | 25 | Daizen Maeda 62'      |
| LF              | 11 | Takefusa Kubo 46'     |
| Substituições:  |    |                       |
| MF              | 8  | Ritsu Doan 46'        |
| FW              | 9  | Kaoru Mitoma 46'      |
| FW              | 18 | Takuma Asano 62'      |
| DF              | 16 | Takehiro Tomiyasu 68' |
| MF              | 6  | Wataru Endo 87'       |
| Treinador:      |    |                       |
| Hajime Moriyasu |    |                       |

| GK             | 23 | Unai Simón            |
| RB             | 2  | César Azpilicueta 46' |
| CB             | 16 | Rodri                 |
| CB             | 4  | Pau Torres            |
| LB             | 14 | Alejandro Balde 68'   |
| DM             | 5  | Sergio Busquets       |
| CM             | 9  | Gavi 68'              |
| CM             | 26 | Pedri                 |
| RF             | 12 | Nico Williams 57'     |
| CF             | 7  | Álvaro Morata 57'     |
| LF             | 21 | Dani Olmo             |
| Substituições: |    |                       |
| DF             | 20 | Daniel Carvajal 46'   |
| FW             | 11 | Ferran Torres 57'     |
| FW             | 10 | Marco Asensio 57'     |
| FW             | 25 | Ansu Fati 68'         |
| DF             | 18 | Jordi Alba 68'        |
| Treinador:     |    |                       |
| Luis Enrique   |    |                       |

| Homem do Jogo: Ao Tanaka Bandeirinhas: Zakhele Siwela Souru Phatsoane Quarto árbitro: Salima Mukansanga Quinto árbitro: El Hadj Malick Samba Árbitro assistente de vídeo: Fernando Guerrero Árbitros assistentes de árbitro de vídeo: Armando Villarreal Kyle Atkins Adil Zourak Nicolás Taran |

### Costa Rica x Alemanha
Os alemães tiveram apenas uma partida contra a Costa Rica, que serviu de abertura para a Copa do Mundo FIFA de 2006 que eles sediaram. A Alemanha venceu seu oponente por 4–2. O trio de arbitragem, com a Árbitra, Stéphanie Frappart e as Bandeirinhas, Neuza Back e Karen Díaz Medina, se tornaram as primeiras árbitras a arbitrarem uma partida masculina de Copa do Mundo, já que elas estão programadas para arbitrarem a partida.
| 1 de dezembro | Costa Rica              | 2 – 4     | Alemanha                                     | Estádio Al Bayt, Al Khor                        |
| 22:00         | Tejeda 58' · Vargas 70' | Relatório | Gnabry 10' · Havertz 73', 85' · Füllkrug 89' | Público: 67 054 Árbitro: FRA Stéphanie Frappart |

| Costa Rica | Alemanha |

| GK                   | 1  | Keylor Navas            |
| CB                   | 6  | Óscar Duarte 78'        |
| CB                   | 19 | Kendall Waston          |
| CB                   | 3  | Juan Pablo Vargas       |
| RM                   | 4  | Keysher Fuller 74'      |
| CM                   | 5  | Celso Borges            |
| CM                   | 17 | Yeltsin Tejeda 90+3'    |
| LM                   | 8  | Bryan Oviedo 90+3'      |
| RW                   | 20 | Brandon Aguilera 46'    |
| LW                   | 12 | Joel Campbell           |
| CF                   | 11 | Johan Venegas 74'       |
| Substituições:       |    |                         |
| MF                   | 14 | Youstin Salas 46'       |
| DF                   | 22 | Rónald Matarrita 74'    |
| FW                   | 9  | Jewison Bennette 74'    |
| FW                   | 7  | Anthony Contreras 90+3' |
| MF                   | 24 | Roan Wilson 90+3'       |
| Treinador:           |    |                         |
| Luis Fernando Suárez |    |                         |

| GK             | 1  | Manuel Neuer          |
| RB             | 6  | Joshua Kimmich        |
| CB             | 15 | Niklas Süle 90+4'     |
| CB             | 2  | Antonio Rüdiger       |
| LB             | 3  | David Raum 67'        |
| CM             | 21 | İlkay Gündoğan 55'    |
| CM             | 8  | Leon Goretzka 46'     |
| RW             | 10 | Serge Gnabry          |
| AM             | 14 | Jamal Musiala         |
| LW             | 19 | Leroy Sané            |
| CF             | 13 | Thomas Müller 66'     |
| Substituições: |    |                       |
| DF             | 16 | Lukas Klostermann 46' |
| FW             | 9  | Niclas Füllkrug 55'   |
| FW             | 7  | Kai Havertz 66'       |
| MF             | 11 | Mario Götze 67'       |
| DF             | 4  | Matthias Ginter 90+4' |
| Treinador:     |    |                       |
| Hansi Flick    |    |                       |

| Homem do Jogo: Kai Havertz Bandeirinhas: Neuza Back Karen Díaz Medina Quarto árbitro: Saíd Martínez Quinto árbitro: Walter López Árbitro assistente de vídeo: Drew Fischer Árbitros assistentes de árbitro de vídeo: Jerome Brisard Kathryn Nesbitt Massimiliano Irrati Corey Parker |

## Disciplina
Os pontos de fair play serão usados como critério de desempate se os registros gerais e de confronto direto das equipes estiverem empatados. Estes são calculados com base nos cartões amarelos e vermelhos recebidos em todas as partidas do grupo da seguinte forma:
- primeiro cartão amarelo: menos 1 ponto;
- cartão vermelho indireto (segundo cartão amarelo): menos 3 pontos;
- cartão vermelho direto: menos 4 pontos;
- cartão amarelo e cartão vermelho direto: menos 5 pontos;

Apenas uma das deduções acima pode ser aplicada a um jogador em uma única partida.
| Seleções   | Jogo 1                        | Jogo 1                            | Jogo 1  | Jogo 1               | Jogo 2                        | Jogo 2                            | Jogo 2  | Jogo 2               | Jogo 3                        | Jogo 3                            | Jogo 3  | Jogo 3               | Pontos |
| Seleções   | Penalizado com cartão amarelo | Penalizado · Penalizado · Expulso | Expulso | Penalizado · Expulso | Penalizado com cartão amarelo | Penalizado · Penalizado · Expulso | Expulso | Penalizado · Expulso | Penalizado com cartão amarelo | Penalizado · Penalizado · Expulso | Expulso | Penalizado · Expulso | Pontos |
| ---------- | ----------------------------- | --------------------------------- | ------- | -------------------- | ----------------------------- | --------------------------------- | ------- | -------------------- | ----------------------------- | --------------------------------- | ------- | -------------------- | ------ |
| Espanha    |                               |                                   |         |                      | Sergio Busquets               |                                   |         |                      |                               |                                   |         |                      | –1     |
| Costa Rica | Calvo, Campbell               |                                   |         |                      | Calvo, Contreras, Borges      |                                   |         |                      | Duarte                        |                                   |         |                      | –6     |
| Alemanha   |                               |                                   |         |                      | Goretzka, Kehrer, Kimmich     |                                   |         |                      |                               |                                   |         |                      | –3     |
| Japão      |                               |                                   |         |                      | Endo, Itakura, Yamane         |                                   |         |                      | Itakura, Taniguchi, Yoshida   |                                   |         |                      | –6     |